# Doubí (Košice)
Doubí (německy Daub) je vesnice, část obce Košice v okrese Tábor v Jihočeském kraji. Nachází se 1,5 kilometru západně od Košic. Je zde evidováno 95 adres. V roce 2011 zde trvale žilo 67 obyvatel.
Doubí leží v katastrálním území Doubí nad Lužnicí o rozloze 3,52 km². Na území vesnice leží železniční zastávka Doubí u Tábora na trati 220.

## Historie
Okolí Doubí bylo osídleno již v pravěku. První písemná zmínka o vesnici pochází z roku 1370.

## Obyvatelstvo
| Rok            | 1869 | 1880 | 1890 | 1900 | 1910 | 1921 | 1930 | 1950 | 1961 | 1970 | 1980 | 1991 | 2001 | 2011 | 2021 |
| -------------- | ---- | ---- | ---- | ---- | ---- | ---- | ---- | ---- | ---- | ---- | ---- | ---- | ---- | ---- | ---- |
| Počet obyvatel | 185  | 158  | 144  | 139  | 144  | 146  | 127  | 118  | 98   | 93   | 72   | 65   | 75   | 67   | 70   |
| Počet domů     | 17   | 19   | 21   | 19   | 19   | 19   | 21   | 25   | 23   | 23   | 23   | 26   | 31   | 31   | 31   |

## Obecní správa
Při sčítání lidu v letech 1850–1909 Doubí bylo osadou obce Košice v okrese Tábor. V letech 1910–1959 bylo samostatnou obcí, se kterým patřilo nejprve do okresu Tábor, ale v roce 1950 v okrese Soběslav. Od roku 1960 je opět částí obce Košice v okrese Tábor.

## Další fotografie

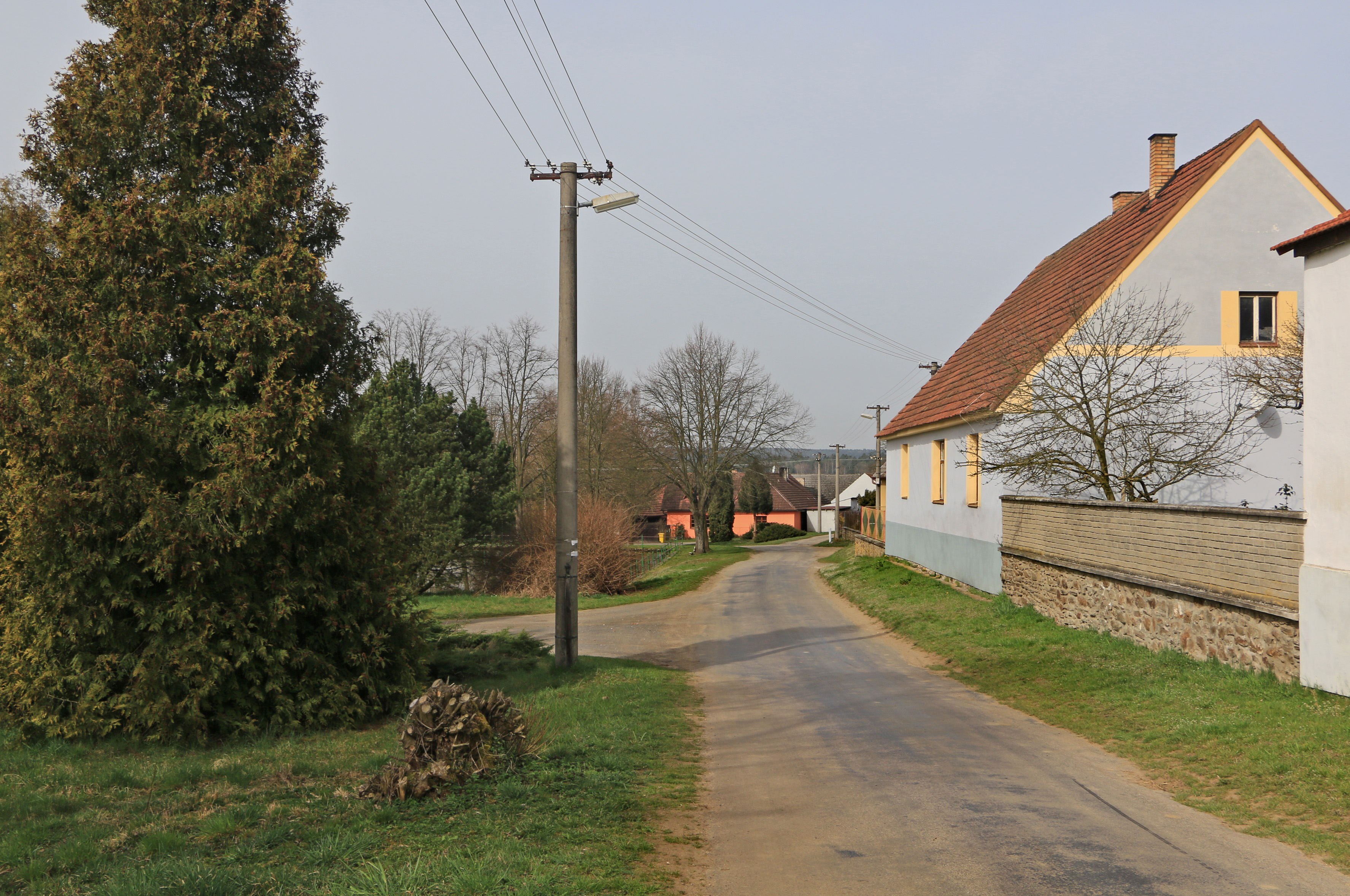
Příjezd do vesnice
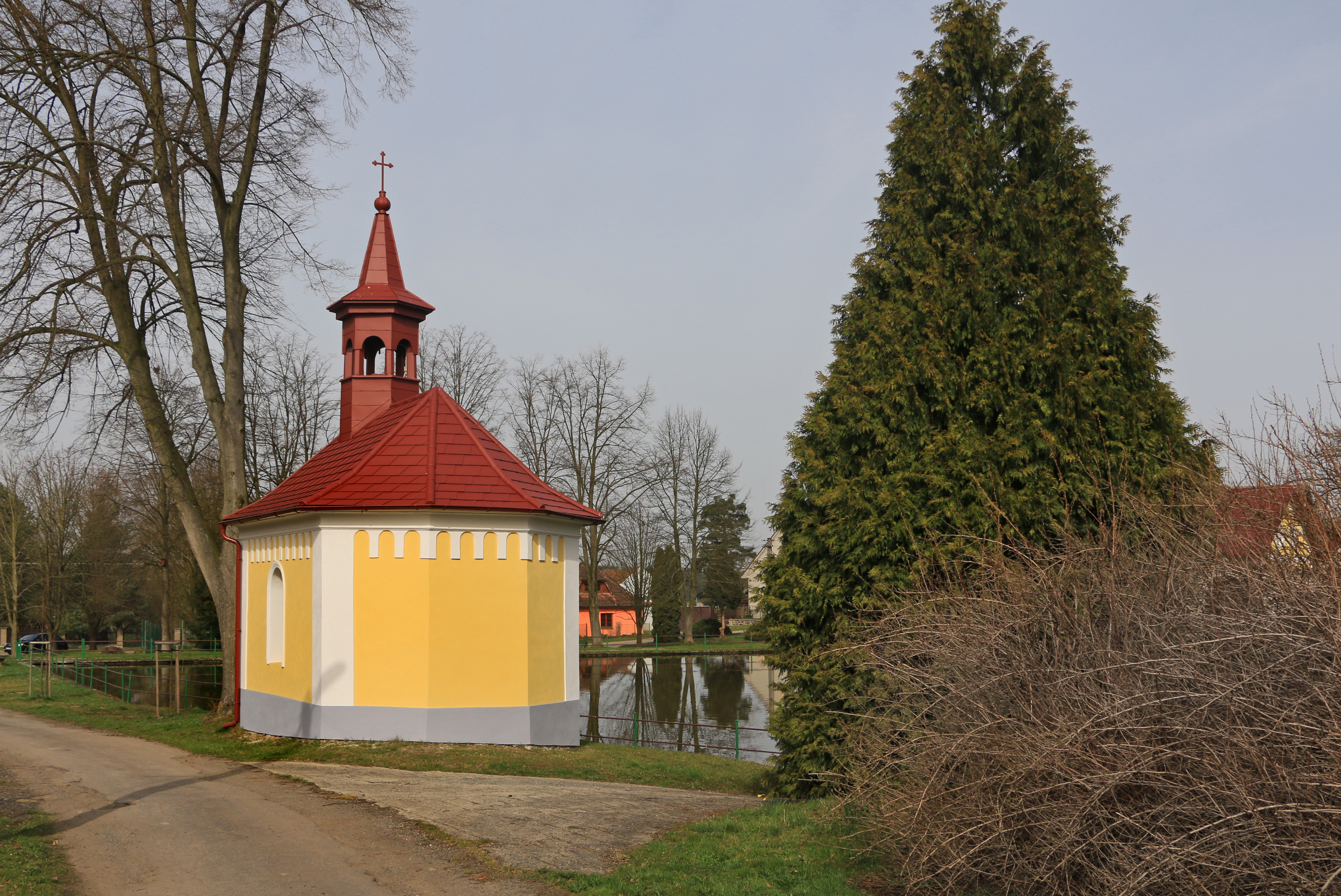
Kaple na návsi
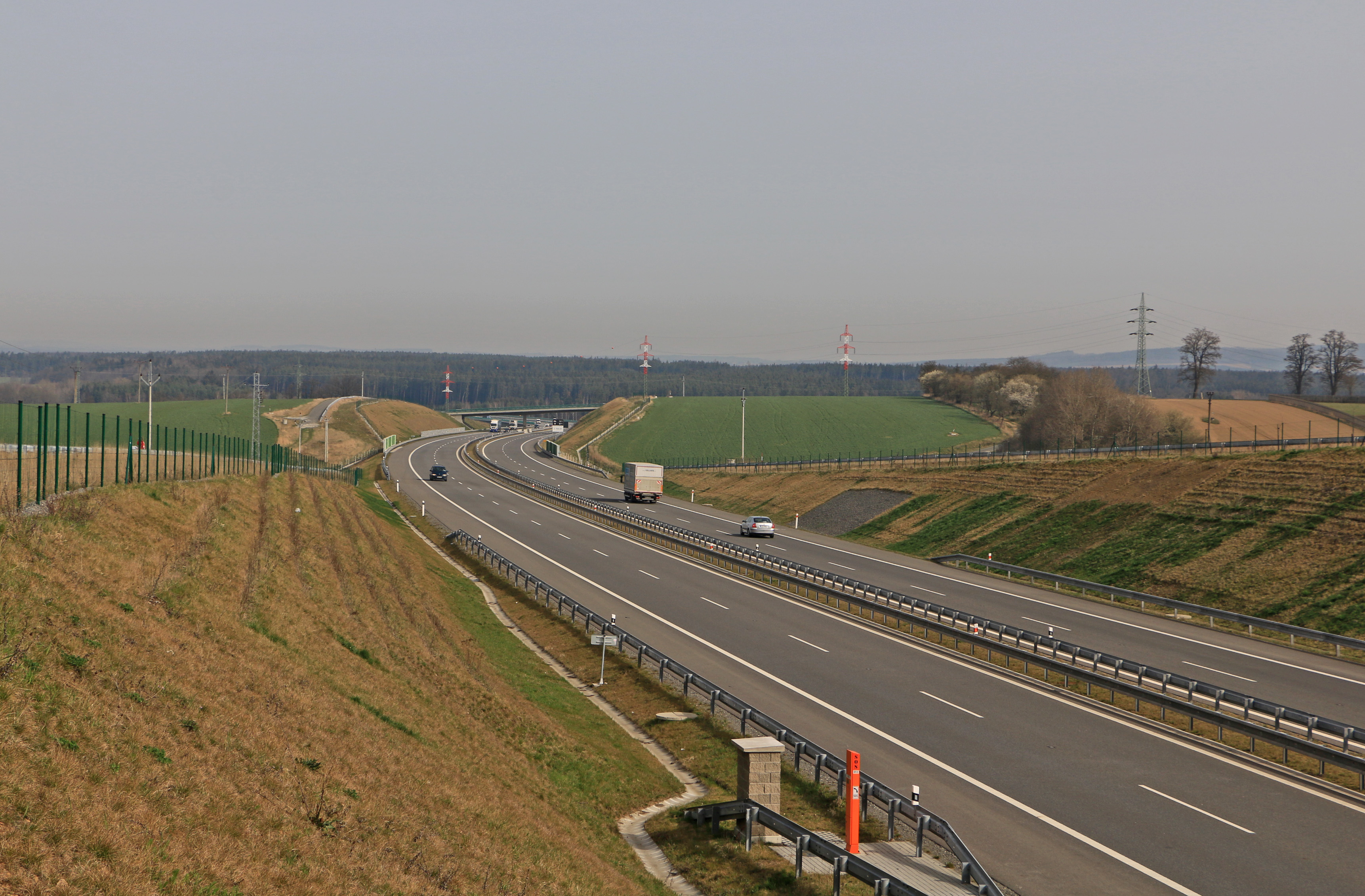
Dálnice D3 u vesnice